# Eleiotis
Eleiotis é um género botânico pertencente à família Fabaceae.